# Bernat de Josa i de Cardona
Bernat de Josa i de Cardona (Castell de Madrona, Solsonès, [...?] — Vic, Osona, 1575) fou un eclesiàstic, fill de Guillem Ramon de Josa i Orrit, senyor de Madrona, i d'Helena de Cardona, filla de Joan de Cardona, bisbe de Barcelona.
Abans d'esser elevat a la seu episcopal vigatana, fou prior de Meià, abat de Breda (1569-73) i de Cuixà (1573-74) i per fi bisbe de Vic. Malgrat el curt pontificat d'aquest prelat, doncs sols durà set mesos, es distingí per la seva gran activitat en les visites que va fer arreu de la seva extensa diòcesi.